# Le bourru bienfaisant
Le bourru bienfaisant (it. Il burbero benefico) è una commedia in tre atti di Carlo Goldoni scritta in francese e rappresentata a Parigi il 4 novembre 1771.
L'opera ebbe due traduzioni in italiano: la prima nel 1772 ad opera di Pietro Condoni con il titolo Il burbero benefico, mentre la seconda fu tradotta dallo stesso Goldoni nel 1789 col titolo Il burbero di buon cuore.
Una traduzione ulteriore, probabilmente fra le due citate, con il titolo Il Collerico di buon cuore venne rappresentata a Venezia nel teatro detto di S. Angelo, vicino a Rialto durante il Carnevale dell'anno 1772.

## Trama
Il burbero Geronte decide di dare in moglie la giovane nipote Angelica all'amico Dorval, con cui è solito giocare a scacchi. Dorval, all'inizio titubante, accetta ma solamente a condizione che la giovane sia consenziente. Angelica è però innamorata di Valerio, che alla fine sposerà.

## Trasposizioni
Dalla commedia fu tratta l'opera lirica Il burbero di buon cuore, dramma giocoso in due atti del compositore Vicente Martín y Soler su libretto di Lorenzo da Ponte.